# Émileville
Ne doit pas être confondu avec Émiéville.
Émileville est un hameau et un secteur de la ville de Saint-Pie dans Les Maskoutains au Québec (Canada), entre Saint-Hyacinthe et Granby.
Les rapides de la rivière Noire favorisent l'émergence au xixe siècle d'un petit pôle industriel en retrait du village et de ses institutions. La structure sociale et les tensions avec les catholiques facilitent l'établissement d'une communauté protestante francophone.

## Toponymie
Le nom Émileville rappelle Pierre-Émile Roy, propriétaire de moulins installés le long de la rivière Noire et maire de la municipalité de paroisse de Saint-Pie. Le nom est en usage à partir de 1878.
Bridgeman ou Village Bridgeman est usité pendant un temps ― au moins jusqu'au milieu du xixe siècle ―, évoquant le nom de George W. Bridgeman, propriétaire de moulins. Lorsque Bridgeman décède et que de nouvelles industries s'y implantent, l'endroit prend le nom de La Facterie,, forme francisée de factory (« usine, fabrique, manufacture »).

## Géographie

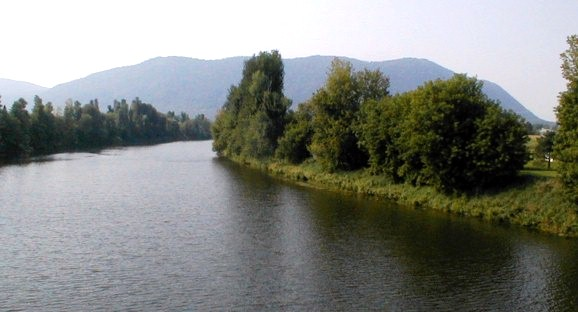
La rivière Noire et le mont Yamaska sont les éléments géographiques dominants du paysage.

Le hameau est établi au pied du mont Yamaska, sur la rive gauche de la rivière Noire, près d'un seuil à potentiel hydraulique. 

## Histoire
Les environs de Saint-Pie sont colonisés à la fin du xviiie siècle, où les rapides de la rivière Noire intéressent les industriels. Un premier moulin à scie est construit dans les environs de l'actuel Émileville en 1820, donnant naissance à un modeste hameau. Par la suite, l'Américain George W. Bridgeman achète les droits d'exploiter la force hydraulique de la rivière Noire en 1832 et construit des tanneries sur la rive gauche, puis une scierie sur la rive droite, vis-à-vis le hameau. L'entreprise de Bridgeman est prospère, mais l'industriel s'endette pour écouler ses produits dans un contexte d'effondrement du marché du cuir,.
À la mort de Bridgeman en 1846, le hameau compte une cinquantaine de maisons. Un ancien contremaître de Bridgeman nommé Aram, ou Ornan Stimpson rachète l'industrie abandonnée. Les tanneries sont incendiées au début de son entreprise. La reconstruction d'installations plus grandes intégrant dorénavant une fonderie et un moulin à carder. Stimpson loue ses installations à des sous-traitants; le moulin aux Duclos, la fonderie aux Chagnon et les tanneries aux Miller. Un moulin à farine est établi sur la rive droite de la Noire vis-à-vis La Facterie en 1855. 
Entre-temps, une église protestante est mise sur pied dans le village de Saint-Pie par le pasteur Cyrille Côte, et compte quelque 80 membres dans les années 1840. Les protestants saint-piens font l'objet de charivaris et d'exactions tels que des incendies criminels, qui les contraignent à s'exiler du village catholique. Stimpson fait don en 1856 d'un terrain près de ses usines à La Facterie. La communauté y érige un temple baptiste en brique, faisant migrer le centre de gravité protestant. La communauté compte 180 fidèles à son apogée au début des années 1860. 
En 1862, les Miller déménagent leur production à Upton, en amont sur la Noire. La Facterie connaît alors un déclin de sa population,,. Pierre-Émile Roy rachète les installations de Stimpson; le village de La Facterie prend alors le nom d'Émileville. La tentative de relance de Roy ne freine pas l'exode de population,. En 1896, l'église baptiste ne compte plus qu'une quinzaine de familles fidèles. Malgré cette décroissance, une école protestante et une nouvelle église sont érigées en 1900 et 1909. La communauté protestante ― desservie par des pasteurs tantôt baptistes, tantôt méthodistes, tantôt de l'Église unie ― s'effrite jusque dans les années 1960; l'église est abandonnée. Le temple est vendu à la fin des années 1970 et déménagé à Saint-Paul-d'Abbotsford, où il est incendié une vingtaine d'années plus tard.
Le barrage sur la rivière Noire est reconstruit en 2009. Le mécanisme de contrôle du débit datant de l'époque des Roy est alors détruit. Les restes sont récupérés intégrés à un monument rappelant l'histoire de l'un des premiers établissements industriels de la région,.